# Alexandra Mazzucco
Alexandra Mazzucco (* 29. Januar 1993 in Lauf an der Pegnitz) ist eine deutsche Handballspielerin.

## Vereinskarriere
Alexandra Mazzucco spielte ab 2004 Handball bei der SSG Metten. 2009 wechselte sie zum ESV 1927 Regensburg, wo sie in der Regionalliga und der 3. Liga zum Einsatz kam. Ab 2011 stand die 1,75 Meter große Rechtsaußen beim Bundesligisten HC Leipzig unter Vertrag. Mit der A-Jugendmannschaft des HCL gewann sie 2012 die deutsche Meisterschaft. Mit der Damenmannschaft gewann sie 2014 und 2016 den DHB-Pokal. Im Juli 2017 schloss sie sich dem Thüringer HC an. Mit dem Thüringer HC gewann sie 2018 die deutsche Meisterschaft und den Supercup. In der Saison 2020/21 stand sie beim SV Union Halle-Neustadt unter Vertrag; aus beruflichen Gründen verließ sie den Verein am Ende der Saison 2020/21.

### Erfolge
| Mit dem Thüringer HC - Deutscher Meister 2018 - Deutscher Pokalsieger 2019 - Deutscher Supercupsieger 2018 | Mit dem HC Leipzig - Deutscher Pokalsieger 2014 - Deutscher Pokalsieger 2016 |  |

## Nationalmannschaft
Mazzucco nahm an der U-17-Europameisterschaft 2009, der U-18-Weltmeisterschaft 2010 und der U-19-Europameisterschaft 2011 teil. Sie gehörte zum erweiterten Kader der deutschen Frauen-Nationalmannschaft für die Weltmeisterschaft 2013. Am 7. Oktober 2015 bestritt sie gegen die Schweiz ihr erstes Länderspiel.

## Privates
Alexandra Mazzucco besuchte das St.-Gotthard-Gymnasium der Benediktiner Niederaltaich, wo sie 2011 das Abitur ablegte. Sie studiert Sportmanagement an der Universität Leipzig.